# 1907 год в литературе

## Премии

### Международные
- Нобелевская премия по литературе — Джозеф Редьярд Киплинг, «За наблюдательность, яркую фантазию, зрелость идей и выдающийся талант повествователя».

### Франция
- Гонкуровская премия — Эмиль Мозелли, «Прялка из слоновой кости».
- Премия Фемина — Колетт Ивер, Princesses de science.

## Книги
- «Лимонарь, сиречь луг духовный» книга Алексея Ремизова.
- «Посолонь» — книга Алексея Ремизова.

### Романы
- «Агентство Томпсон и Ко» — роман Жюля Верна.
- «Война в воздухе» — роман Герберта Уэллса (опубликован в 1908).
- «Не Джордж Вашингтон» — роман П. Г. Вудхауза.
- «Любовь и оружие» — роман Рафаэля Сабатини

### Повести
- «Иуда Искариот» — повесть Леонида Андреева.
- «Чудесное путешествие Нильса с дикими гусями» (Nils Holgerssons underbara resa genom Sverige) — сказочная повесть Сельмы Лагерлёф.

### Малая проза
- «Морщинка» — сказка Алексея Ремизова.
- «Музы́ка» — рассказ Максима Богдановича, первое значительное художественное произведение писателя (опубликован в газете «Наша нива»).
- «Чёртик» — рассказ Алексея Ремизова.

### Пьесы
- «Жизнь человека» — пьеса Леонида Андреева.
- «Миссис Хэррисон» (Mrs Harrison) — пьеса Джона Мейсфилда.
- «Савва» — пьеса Леонида Андреева.
- «Чудо в Кэмпдене» (The Campden wonder) — пьеса Джона Мейсфилда.
- «Урок Дочкам» — пьеса И.А.Крылова

## Научная литература
- В столице Российской империи городе Санкт-Петербурге издан последний 86-й том Энциклопедического словаря Брокгауза и Ефрона.

## Родились
- 30 января – Дзюн Таками, японский писатель и поэт (умер в 1965).
- 2 февраля — Берна́рдас Бразджёнис, литовский поэт (умер в 2002).
- 21 февраля — Уистен Хью Оден, английский поэт (умер в 1973).
- 4 февраля — Дмитрий Борисович Кедрин, русский советский поэт (умер в 1945).
- 8 марта — Ролф Якобсен, норвежский поэт и журналист (умер в 1994 году).
- 29 апреля – Тюя Накахара, японский поэт и переводчик (умер в 1937)
- 19 июня — Роберт Мур Уильямс, американский писатель-фантаст (умер в 1977).
- 7 июля — Роберт Хайнлайн, американский писатель-фантаст (умер в 1988).
- 5 августа – Сольвейг фон Шульц, финская шведоязычная писательница, драматург и поэтесса (умерла в 1996).
- 15 августа — Хабибулло Назаров, таджикский писатель и поэт (умер в 1978).
- 13 сентября — Митруш Кутели, албанский писатель, поэт, литературный критик, переводчик (умер в 1967).
- 27 ноября — Лайон (Лион) Спрэг де Камп, американский писатель-фантаст, один из основоположников жанра фэнтези (умер в 2000).
- 27 ноября —  Ильхан Тарус, турецкий писатель  (умер в 1967).
- 13 декабря — Теодор Буйницкий, польский поэт и журналист (умер в 1944).
- дата неизвестна — Алаэддин Саджади, курдский писатель и поэт (умер в 1984).
- Амир Хамза Шинвари, пакистанский писатель, поэт, сценарист, драматург (умер в 1994).
- Хадим Киамуддин, афганский поэт

## Умерли
- 16 февраля — Джозуэ Кардуччи, итальянский поэт, лауреат Нобелевской премии по литературе 1906 года (родился в 1835).
- 17 марта — Гаральд Оссиан Визельгрен, шведский писатель (родился в 1835).
- 14 мая — Лодевейк Мульдер, нидерландский писатель и драматург (родился в 1822).
- 24 мая – Фридрих Густав Триш, австрийский писатель и драматург (родился в 1845).
- 7 сентября — Франсуа Арман Сюлли-Прюдом, французский поэт, первый лауреат Нобелевской премии по литературе 1901 года (родился в 1839).
- 4 октября — Вильгельм Тангерман, немецкий богослов, писатель (родился в 1815).
- 8 декабря — Йо́нас Билю́нас, литовский писатель (родился в 1879).